# Karl Esselborn
Karl Esselborn (* 1. Februar 1879 in Stuttgart; † 18. März 1940 in Darmstadt) war ein deutscher Bibliothekar und Heimatforscher.

## Leben
Karl Esselborn wurde als Sohn des Ingenieurs Prof. Karl Esselborn (1852–1937) und dessen Ehefrau Adela, geb. Dittler (1856–1929), im Februar 1879 in Stuttgart geboren. Bereits im folgenden Jahr zog die Familie nach Darmstadt, wo der Vater schließlich Dozent an der Landesbaugewerkschule Darmstadt wurde.
Esselborn war Schüler des Ludwig-Georgs-Gymnasiums und machte dort sein Abitur. Er studierte anschließend an der Ruprecht-Karls-Universität Heidelberg zunächst moderne Sprachen und Literatur und wechselte später zur Rechtswissenschaft. In Gießen schloss er sein Studium 1901 mit dem 1. Staatsexamen ab. Es folgte 1902 die Promotion zum Dr. jur. mit einer Dissertation über die Ministerverantwortlichkeit im Großherzogtum Hessen.
Nach einer Tätigkeit als Gerichtsassessor und nach Ableistung seines Wehrdienstes als Einjährig-Freiwilliger, trat er 1904 als Akzessist in den Dienst der Großherzoglichen Hofbibliothek in Darmstadt. 1905 wurde zum Hilfsbibliothekar und im April 1912 zum Bibliothekar ernannt.
Esselborn nahm am Ersten Weltkrieg teil und brachte es als Offizier bis zum Rittmeister.
1922 wurde ihm von der Universität Gießen der Professorentitel verliehen. Im Jahr darauf promovierte er dort zum Dr. phil. mit einer Arbeit über den Deutschkatholizismus. Zum 1. Mai 1933 trat er der NSDAP bei (Mitgliedsnummer 1.888.932). Von August 1935 bis zu seinem Tod im Alter von 61 Jahren war er Direktor der Hessischen Landesbibliothek. Hier trat er die Nachfolge von Hanns Wilhelm Eppelsheimer an, der im Herbst 1933 aus politischen Gründen in den vorzeitigen Ruhestand versetzt wurde. Sein besonderes Interesse galt dem Pflichtexemplarrecht. Als Direktor in Darmstadt war er Mitarbeiter am Gesetz über die Abgabe von Freistücken der Druckwerke an die Landesbibliothek Darmstadt von 1937. In seiner wissenschaftlichen Arbeit befasste Esselborn sich mit Themen aus der hessischen Geschichte und Kulturgeschichte.
Karl Esselborn starb am 18. März 1940 in Darmstadt. Er wurde auf dem Alten Friedhof in Darmstadt bestattet (Grabstelle: I B 137). Er war seit 1906 mit Wilhelmine geb. Ebel verheiratet. Aus dieser Ehe gingen die Tochter Helma Adele sowie die Söhne Karl Alfred und Karl Wilhelm hervor.

## Ehrungen
- 1908: Ritterkreuz I. Klasse des Verdienstordens Philipps des Großmütigen
- In Darmstadt-Kranichstein wurde die Esselbornstraße nach ihm benannt.

## Schriften (Auswahl)
Karl Esselborn hat ein umfangreiches Werk als Autor und Herausgeber hinterlassen. Er hat sich insbesondere mit Themen aus der Geschichte Hessens beschäftigt. Daneben hat er eine große Zahl von Theaterkritiken verfasst.
- (Einleitung und Erläuterungen): Wilhelm Baur. Lebenserinnerungen. Darmstadt 1911.
- Die Jubiläumsausstellung der Großherzoglichen Hof- und Landesbibliothek. In: Quartalblätter des Historischen Vereins für das Großherzogtum Hessen. N.F., Bd. 6 (1917), Nr. 6–8 (2.–4.    Vierteljahrsheft), S. 165–174.
- (als Herausgeber mit Herman Haupt und Georg Lehnert): Hessische Biographien. 3 Bände, Hessischer Staatsverlag, Darmstadt 1918–1934.
- Nachruf auf Wilhelm Fabricius. In: Quartalsblätter des Historischen Vereins für das Großherzogtum Hessen, Neue Folge, Band 6 (1921), S. 409–414.
- Die Übertragung und Wunder der Heiligen Marzellinus und Petrus. Darmstadt 1925.
- (als Herausgeber): Unter der Diltheykastanie. Schulerinnerungen ehemaliger Darmstädter Gymnasiasten. Darmstadt 1929.

Anlässlich seines 100. Geburtstags erschien eine Sammlung von Esselborns biografischen Texten:
- Friedrich Knöpp (Hrsg.): Hessische Lebensläufe. Historische Kommission für Hessen, Darmstadt 1979, ISBN 3-88443-018-1.